# دیوید ساراجیشویلی
دیوید ساراجیشویلی (گرجی: დავით ზაქარიას ძე სარაჯიშვილი؛ ۲۸ اکتبر ۱۸۴۸ – ۲۰ ژوئن ۱۹۱۱) کارآفرین و نیکوکار اهل امپراتوری روسیه بود، که در سال ۱۸۸۵ شرکت کیزلیار برندی را تأسیس کرد.